# Studio Palma
O Studio de Arte Palma foi um empreendimento no setor do design de mobiliário criado em 1948 a partir da parceria entre os italianos Lina Bo Bardi, Pietro Maria Bardi e Giancarlo Palanti, sendo a primeira e o último os arquitetos responsáveis pelo projetos dos móveis.

## Origem

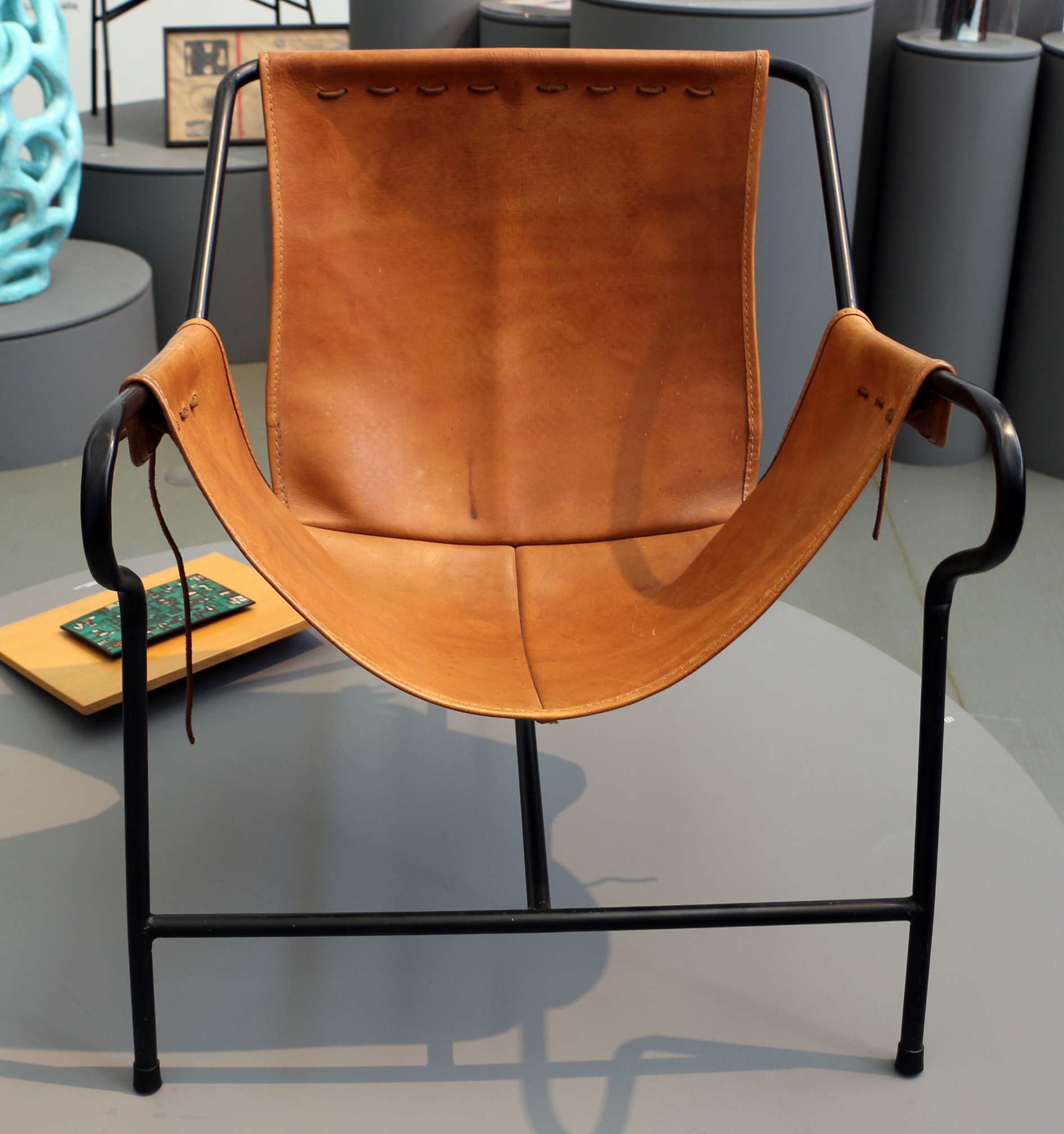
Poltrona com estrutura em tubo de ferro leve e forro solto de lona. Desenhada por Lina Bo Bardi para o Studio de Arte Palma em 1948. Uma versão dessa poltrona foi publicada na primeira edição da revista Habitat em 1950.

Tanto o casal Bardi como o arquiteto Giancarlo Palanti chegaram ao Brasil no ano de 1946, momento de entrada de grande fluxo de imigrantes europeus no país. Dois anos depois, inauguraram o Studio de Arte Palma, que se situava em uma sala comercial do Edifício Thomas Edison, à Praça Bráulio Gomes, 66, em São Paulo.
Em depoimento, Pietro Maria Bardi relata que, em 1947, não havia encontrado um mobiliário moderno e adequado para compor o auditório do Masp (à época, ainda situado na Rua 7 de abril). Por conta isso, Lina Bo Bardi assumiu a responsabilidade de pensar um mobiliário para o museu: projetou uma cadeira dobrável e empilhável, o que possibilitaria flexibilizar o uso do espaço do auditório também para outras atividades. No entanto, a confecção desse móvel também seria um desafio, uma vez que, na impossibilidade de encontrar um marceneiro que o produzisse, o casal Bardi precisou recorrer a um tapeceiro italiano. Esse episódio evidenciou uma lacuna na produção de móveis modernos no Brasil, o que teria levado à criação do Studio de Arte Palma e da fábrica Pau Brasil, responsável pela produção dos móveis projetados no Studio.
O espaço era formado por um setor de arquitetura de interiores, um antiquário e uma seção para exposições de arte antiga e contemporânea e comercialização dos móveis.

## Missão e valores
Na primeira edição da revista Habitat (dirigida por Lina), publicada em 1950, são apresentados alguns móveis produzidos pelo Studio Palma. O texto que os acompanha critica a falta de profissionais que se dedicassem ao desenvolvimento do mobiliário moderno da mesma forma que haviam se dedicado ao progresso da arquitetura moderna e brasileira. Assim, o Studio Palma se apresentava como iniciativa moderna que buscava criar móveis adaptados ao clima brasileiro e conectados aos modos de vida da sua população.
As cadeiras e poltronas projetadas propunham a eliminação do estofamento exagerado, a fim de evitar a produção de mofo, comum em climas quentes e úmidos. Usava-se muito tecidos e couros, além de madeira compensada nacional. E inspirado pelos modos de vida das populações tradicionais, o desenho de algumas cadeiras com forro solto se baseava nas redes de dormir do sertanejo.
Além dos aspectos conectados com a cultura brasileira, os projetos eram feitos visando à produção em série, tirando proveito das chapas de compensado fornecidas pelo mercado, criando peças encaixáveis e desmontáveis e sistemas estruturais simplificados, atendo-se à premissa moderna de "forma = função".

## Fim do Studio Palma
A experiência do Studio teve seu fim após dois anos, para alguns historiadores, pela divergência de caminhos adotados por Lina e Palanti: enquanto ela convergiu para pesquisas sobre a cultura popular, ele se aproximou do design industrial. Além disso, as questões que impactavam a fábrica de móveis Pau Brasil (dificuldades de comercialização e aceitação dos móveis pelo público da época, como relatado por Pietro Maria Bardi em depoimento na década de 1990) e que levariam ao seu fim em 1951 também foram agravantes para o encerramento das atividades do Studio.